# علي أكبر خان
كان علي أكبر خان (بالبنغالية: আলী আকবর খাঁ)‏ (في الفترة من 14 أبريل 1922 حتى 18 يونيو 2009)، يُطلق عليه في كثير من الأحيان خانشهيب (Khansahib) أو لقب الأستاذ (Ustad) (السيد)، ملحنا للموسيقى الكلاسيكية في شمال الهند في مير جارانا (Maihar gharana)، اشتهر ببراعته الفنية في العزف على السارود. كان لخان دور أساسي في الترويج لـالموسيقى الكلاسيكية الهندية في الغرب، كعازف (في كثير من الأحيان بمرافقة مايسترو السيتار رافي شنكر)، كمعلم له. أنشأ مدرسة للموسيقى في كلكتا (Calcutta) عام 1956، ووكلية علي أكبر للموسيقى عام 1967، ومقرها الحالي سان رافاييل، ولها فرع في بازل، بسويسرا. لحن خان أيضًا العديد من موسيقى راجا الكلاسيكية  والموسيقى التصويرية للأفلام.
كان أستاذًا مساعدًا متميزًا في الموسيقى في جامعة كاليفورنيا، سانتا كروز.
تدرب على الموسيقى والعزف على يد والده، علاء الدين خان، ذهب خان للمرة الأولى لأمريكا عام 1955 بناءً على دعوة من عازف الكمان يهودي مينوهين (Yehudi Menuhin) وقطن بعد ذلك في كاليفورنيا.">http://www.rediff.com/us/aliakbarkhan_top50.html</ref></a> رُشح خان لخمس من جوائز غرامي ومُنح بادما فيبهوشان (Padma Vibhushan)، وهو ثاني أعلى وسام مدني في الهند عام 1989.">وفاز أيضًا بـزمالة ماك آرثر (MacArthur Fellowship) وزمالة التراث الوطني من صندوق الهيئات الوطنية للفنون.

## طفولته وتدريبه
ولد علي أكبر خان في قرية شيبور (Shibpur)، كوميلا، (ثم عاش في غرب البنغال) المعروفة الآن بنجلاديش، وهو ابن المعلم والموسيقي المشهور، علاء الدين خان ومدينا بيجوم (Madina Begum). بعد فترة قليلة بعد ولادته، انتقلت أسرته إلى مير (المعروفة في وقتنا هذا بماديا براديش (Madhya Pradesh)، في الهند) حيث كان والده الموسيقار الكبير في قصر مهاراجا ولاية براينسلي (princely state).
تلقى خان التدريب تحت يد والده منذ الصغر على مختلف الآلات الموسيقية بجانب التكوين الصوتي، ولكن شدت آلة السارود انتباهه في النهاية. كان علاء الدين متوخيًا الكمال ومعلمًا صارمًا وبدأ في دروسه مع خان قبل الفجر وكان يستمر معه في كثير من الأحيان لمدة 18 ساعة في اليوم. تعلم خان أيضًا لعب الطبلة والباخافاج (pakhavaj) من عمه، أفتابودين خان، الذي زاره في شيبور. في تلك الفترة، تعرف على العديد من الموسيقيين البارزين، مثل عازف السارود تايمر باران (Timir Baran) وعازف الفلوت بانالا غوش (Pannalal Ghosh)، الذي جاء مع أبيه بغرض الدراسة؛ في السنوات التالية، انضم مع أخيه أنابيرونا ديفي (Annapurna Devi) في دروسه، وأصبح عازفًا بارزًا على السورباهير (surbahar)، ورافق التلميذ رافي شنكير. تزوج شنكير وأنابيرونا ديفي عام 1941.
عن تدريبه على السارود، كتب:
If you practice for ten years, you may begin to please yourself, after 20 years you may become a performer and please the audience, after 30 years you may please even your guru, but you must practice for many more years before you finally become a true artist—then you may please even God.

## الوظائف
بعد التدريب الصارم لعلي أكبر خان، عزف لأول مرة في الحفل الموسيقي في الله أباد (Allahabad) عام 1936، في عمر الثالثة عشرة. بعد ذلك بثلاث سنوات، عام 1939، صاحب رافي شنكير في السارود أثناء عزفه الثاني في نفس الحفل؛ وكان هذا أول لقاء بينهم من بين الدويتات الموسيقية الهندية (jugalbandi) (الدويتات) بين هذين الموسيقيين. عام 1938، أدى خان الإلقاء الأول له في الإذاعة العامة للهند (AIR)، في مومباي (ورافقه في الطبلة علاء رخا (Alla Rakha))، وبدأ في يناير عام 1940، الأداء الشهري في الإذاعة العامة للهند ولكناو (Lucknow). في النهاية عام 1944، ترك شنكير وخان مير وبدءوا حياتهم المهنية كموسيقيين؛ ذهب شنكير إلى مومباي، حيث أصبح خان أصغر قائد فرقة موسيقية في الإذاعة العامة للهند وكان مسؤولًا أيضًا عن العزف المنفرد والتلحين لأوركسترا الإذاعة.
عام 1943، بناءً على توصية والده، عُين خان موسيقارًا في قصر المهاراجا جابور (Maharaja of Jodhpur) وهانونت سينج (Hanwant Singh). وقام هناك بتعليم الموسيقى بجانب الإلقاء ومنحه المهاراجا لقب الأستاذ. عندما قُصفت ولاية براينسلي مع استقلال الهند عام 1947 وبوفاة هانوت سينج في حادث تحطم طائرة عام 1948، انتقل خان إلى مومباي.
في مومباي، اكتسب شهرة واسعة كملحن للموسيقى التصويرية للأفلام، من بينها، فيلم آندهييان (Aandhiyan) لشيتان أناند (Chetan Anand) وديفي (Devi) لساتياجيت راي (Satyajit Ray) ورب البيت (The Householder) من شركةتاجر العاج (Merchant-Ivory) وكشودهيتا باشان لـتيبان سينها («الأحجار الجائعة»)، والذي حصل عنه على جائزة «موسيقار العام». وعزف أيضًا السارود في إحدى الأغاني في فيلم سيما (Seema) عام 1955 والذي لحن موسيقاه شنكير جاكي شان. بعد ذلك في عام 1993، سجل بعض المقطوعات الموسيقية لبرناردو برتولوتشي (Bernardo Bertolucci) بوذا الصغير.
في بداية عام 1945، بدأ خان أيضًا في تسجيل سلسلة من أسطوانات 78 آر بي إم (78 rpm) (القادرة على استيعاب ثلاث دقائق من الموسيقى) في استوديوهات إتش إم في (HMV Group) في مومباي. وقد أبدى تصوره على أحد التكوينات الجديدة لريجا تشاندراناندان (Raga Chandranandan) («شارد الذهن»)، معتمدًا على أربع أمسيات من ريجاس ومالكاوينس (Malkauns) وتشاندراكاوينس (Chandrakauns) ونانداكاوينس (Nandakauns) وكاويشي كانادا (Kaushi Kanada). حقق هذا التسجيل نجاحًا كبيرًا في الهند وقد اكتسبت ريجا شهرة كبيرة بين الجمهور العالمي عند عزف 22 دقيقة وإعادة تسجيلها في إل بي في أستاذ وموسيقار الهند عام 1965 − أحد تسجيلات خان الأصلية.
قام بالأداء الموسيقي في الهند وسافر كثيرًا تجاه الغرب. عام 1956، أسس خان كلية على أكبر للموسيقى في كلكتا، ومهمتها تعليم ونشر الموسيقى الكلاسكية الهندية. أسس مدرسة أخرى بنفس الاسم في بيركيلي، كاليفورنيا (Berkeley, California) عام 1967 وانتقل بعد ذلك إلى سان رافاييل، كاليفورنيا. عزف خان في بوسطن مع شنكير غوش (Shankar Ghosh) عام 1969 في سلسلة حفلات بيبودي ماسون (Peabody Mason Concert). في عام 1985، أنشأ فرعًا آخر لـكلية على أكبر للموسيقى في بازل، سويسرا. يعد خان أول موسيقار هندي يسجل ألبوم إل بي (LP album) بالموسيقى الكلاسكية الهندية في الولايات المتحدة وعزف السارود في التليفزيون الأمريكي.
شارك خان في عدد من عروض موسيقى جوجال باندي الزوجية الكلاسيكية، أبرزها كان مع رافي شنكير ونيخيل بانيريجي (Nikhil Banerjee) وعازف الكمان إل سوبرامانيام (L. Subramaniam). كان هناك أيضًا بعض تسجيلات الدويتو مع فيلايات خان (Vilayat Khan). وتعاون أيضًا مع الموسيقيين الغربيين. في أغسطس عام 1971، عزف خان في حديقة ميدان ماديسون (Madison Square Garden) في حفلة في بنجلاديش، مع رافي شينكير والله راخا (Alla Rakha) وكامالا تشاكرافارتي (Kamala Chakravarty)؛ والموسيقيين الآخرين في الحفلة من بينهم، جورج هاريسون (George Harrison) وبوب ديلان (Bob Dylan) وإريك كالبتون (Eric Clapton) ورينجو ستار (Ringo Starr). وقد أُصدر الألبوم والفيلم الحي من الحدث بعد ذلك.
قضى خان آخر أربعة عقود من حياته في الولايات المتحدة. وقام بجولات واسعة حتى منعته سوء حالته الصحية من استكمال ذلك في فترة ما قبل وفاته بسبب الفشل الكلوي.

## الحياة الشخصية
تزوج علي أكبر خان ثلاث مرات، وأنجب سبعة أولاد وأربع بنات ما زالوا على قيد الحياة. اشتهر ابنه الأكبر، أشيش خان أيضًا بعزف السارود.

## الجوائز
حصل خان على جائزة بادما فيبهوشان عام 1989، من بين الجوائز الأخرى. وتسلم زمالة ماك آرثر عام 1991. وفي عام 1997، تلقى خان زمالة التراث الوطني من المستوى الرفيع من صندوق الهيئات الوطنية، وهو أعلى وسام للفنون التقليدية في الولايات المتحدة. ترشح خان لجائزتين من ألمانيا.

## وصلات خارجية
- [<a href="http://www.aacm.org/%22>http://www.aacm.org/</a> Ali Akbar College of Music]
- علي أكبر خان على موقع IMDb (الإنجليزية)
- علي أكبر خان على موقع الموسوعة البريطانية (الإنجليزية)
- علي أكبر خان على موقع ميوزك برينز (الإنجليزية)
- علي أكبر خان على موقع أول ميوزيك (الإنجليزية)
- علي أكبر خان على موقع ديسكوغز (الإنجليزية)
- علي أكبر خان على موقع قاعدة بيانات الفيلم (الإنجليزية)